# Bärenfels (Adelsgeschlecht)

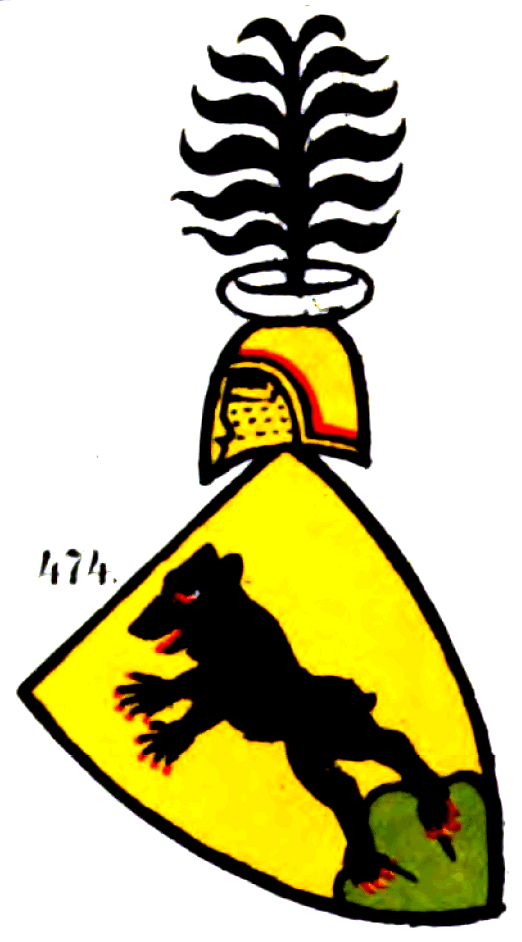
Wappen derer von Bärenfels in der Zürcher Wappenrolle (ca. 1340)

Bärenfels ist der Name eines vom Ende des 13. Jahrhunderts an bezeugten ritterbürtigen Basler Geschlechts, das über mehrere Generationen das Schultheißenamt in Kleinbasel innehatte. Im 14. und 15. Jahrhundert waren Mitglieder derer von Bärenfels mehrfach im Basler Rat vertreten.
Ein ähnlich lautendes Geschlecht stammt aus Mecklenburg, wurde aber erst 1709 mit dem Namen „Baerenfels von Warnow“ in den Reichsadelsstand erhoben und führt unbeanstandet die Namensform „von Baerenfels-Warnow“.

## Bärenfels
Die Vorfahren der Bärenfelser waren die hachbergischen Vögte, die im Wiesental im Brombacher Wasserschloss residierten. In der Nähe ihrer Burg Steineck bei Wehr hatten sie um 1300 eine weitere Burg erbaut, die sie Bärenfels nannten. Werner, Vogt von Brombach, war um 1290 Schultheiß von Kleinbasel. Dieses Amt in der minderen Stadt hat sich in jener Zeit fest in der Hand der Vögte aus dem Wiesental und der aus ihnen hervorgegangenen Bärenfelsern befunden. Johann, Vogt von Brombach, nannte sich als Erster nach der Burg Bärenfels. Als Johann von Bärenfels trat er erstmals im Jahr 1299 in Erscheinung, um 1305 bekleidete er das Kleinbasler Schultheißenamt. 1309 herrschte Streit um die Nachfolge des auf der Reise nach Avignon verstorbenen Basler Bischofs Otto von Grandson. In dieser Zeit lag die Regentschaft des Bistums Basel bei Johann I. von Bärenfels. Durch seine Ehe mit Margarita von Hertenberg gelangte er in den inneren Kreis von Basels städtischem Adel. Johann I. von Bärenfels verstarb um das Jahr 1314. Im 14. Jahrhundert ging der Name „Bärenfels“ auch auf die früher Aeschburg genannte Burg Bärenfels bei Duggingen über.

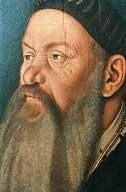
Adelberg III. von Bärenfels, 1526 gemalt von Hans Baldung Grien

Konrad von Bärenfels (* um 1305, † vor 19. März 1373) wurde als Erster der Familie Basler Bürgermeister. 1377 verlieh der Bischof von Basel Konrads Söhnen Lütold und Arnold von Bärenfels (* vor 1371, † 20. Februar 1414) das Schenkenamt als Erblehen. Konrads Sohn Lütold von Bärenfels war 1380 Bürgermeister, bereits von 1379 bis 1386 war er österreichischer Vogt in Basel. Er fiel 1386 in der Schlacht bei Sempach. Ritter Arnold von Bärenfels († 1414) war 1394–1408, 1411 und 1413 Bürgermeister von Basel. 1457–1494 bekleidete auch der Sohn Arnolds III., Johannes von Bärenfels (* vor 1451, † kurz vor 18. Juni 1495), das Basler Bürgermeisteramt.
Christian Wurstisen vermerkt 1580 in seiner «Bassler Chronick» insgesamt neun Ritter Bärenfels, darunter fünf Bürgermeister im 14. und 15. Jahrhundert und die 1386 bei Sempach auf habsburgischer Seite gefallenen Bärenfelser Brüder und Vettern.
Nach 1300 kauften die Herren von Bärenfels Teile von Arisdorf, 1446 gehörte es ihnen ganz. 1532 verkaufte Adelberg III. von Bärenfels die Herrschaft Arisdorf mit den Dörfern Ober-, Mittel- und Unter-Arisdorf an die Stadt Basel. Ein Wappen auf einer Konsole im Sakramentshaus der Kirche St. Leodegar in Grenzach-Wyhlen aus dem Jahr 1494 erinnert an die Eheschließung zwischen Adelberg III. von Bärenfels und Ursula von und zu Schönau.
Im 17. Jahrhundert teilte sich das Geschlecht von Bärenfels in eine Hegenheimer und eine Grenzacher Linie. Zur Grenzacher Linie gehörte Ernst Friedrich von Bärenfels (um 1687), bischöflicher Meier in Biel. Diese Linie erlosch 1779 im Mannesstamm, die Hegenheimer Linie 1835. Friedrich II. von Bärenfels (* 1674; † 1737) hatte 1735 seine Herrschaft Grenzach an Markgraf Karl August von Baden (* 1712; † 1786) verkauft.
Schloss Hegenheim war der Stammsitz der Hegenheimer Linie. Friederike Auguste Sophie von Anhalt-Bernburg (* 1744; † 1827), Ehefrau des Fürsten Friedrich August von Anhalt-Zerbst (* 1734; † 1793), des Bruders der russischen Kaiserin Katharina der Großen (* 1729; † 1796), kam 1764 nach Basel und blieb bis 1793 in der Stadt. Susanna von Bärenfels (* 1750; † 1837) aus der Linie Hegenheim wurde ihre Hofdame, deren Schwester war Friederike Wilhelmine von Bärenfels († 1846), Ehefrau des Pfarrers Hans Rudolf Thurneysen, der Bruder war Johann Ludwig von Bärenfels, der Hofmarschall der Fürstin von Anhalt-Zerbst. Da er kinderlos starb, war er der letzte Mann der Basler Bärenfels.
Zedlitz führt in seinem «Neuen preussischen Adels-Lexicon» 1839 in seinen Informationen über die Herren von Bärenfels aus: „Ein uralt adeliges Geschlecht der Schweiz, dessen Stammhaus gleiches Namens an der Birs, unweit Grellingen im Canton Basel, schon lange ausgegangen ist. Aus diesem fiel Werner v. B. mit mehreren seines Geschlechts bei Sempach im Jahre 1386 gegen Oesterreich. Ritter Johann v. B. war Feldhauptmann der Basler vor Clicourt um das Jahr 1474 und Ernst Friedrich v. B. ward im Jahre 1646 bischöflich Baselscher Meyer oder Major über Biel. Das Geschlecht besitzt das Schenkenamt des ehemaligen Bisthums Basel (daher auch Schenk v. B. genannt), und hat der Stadt Basel sechs Bürgermeister gegeben. Vielleicht stammt von diesem Geschlechte das v. B. in den preussischen Staaten.“ Offenbar sind mit dem Geschlecht „v. B. in den preussischen Staaten“ die aus Mecklenburg stammenden von Baerenfels gemeint. Der nobilitierte Stammvater war aber ein geborener Baerens und erhielt den Namen Baerenfels erst bei seiner Erhebung in den Adelsstand. Die Basler von Bärenfels waren nicht „gegen Oesterreich“, sondern auf österreichischer Seite gefallen.
Weiters führt Zedlitz über „die Herren von Bärenstein“ an: „Ein altadeliges Geschlecht, welches mit dem von Bärenfels gleichen Stammes gewesen (alias de Bärenfels) und in Meissen die Schlösser Bärenfels, Bärenstein, Bärenburg und Bärenclause erbaut, und von da nach Schlesien, Böhmen und Mähren sich verbreitet haben soll.“

### Wappen
Das Wappen zeigt einen aufgerichteten schwarzen Bären auf einem roten Dreiberg auf goldenem Grund; auf dem Helm mit schwarz-silbernen Decken, außen mit goldenen Lindenblättern bestreut, ein silberner Straußenfedernbusch.

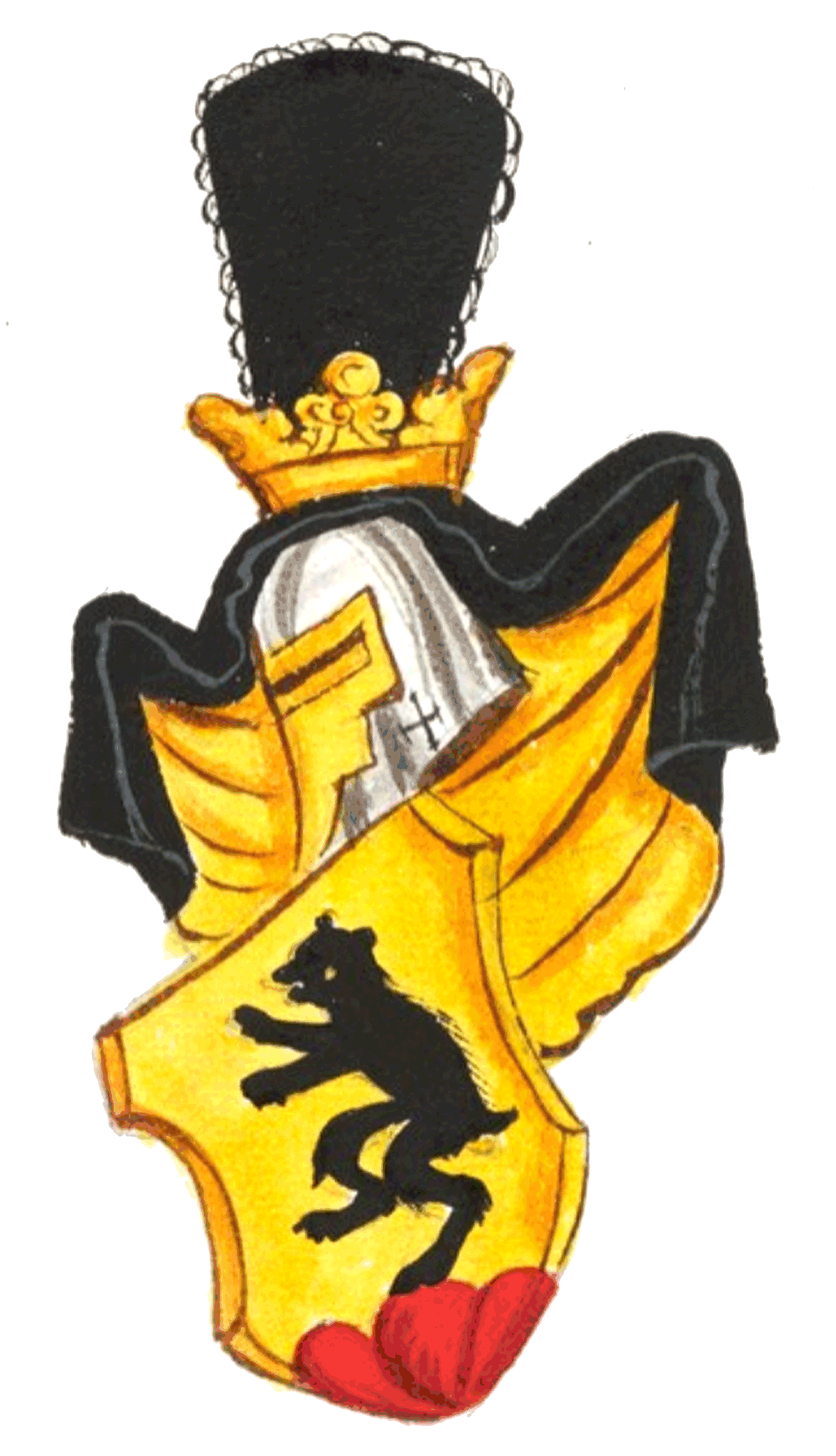
Wappen der Bärenfels bei Aegidius Tschudi
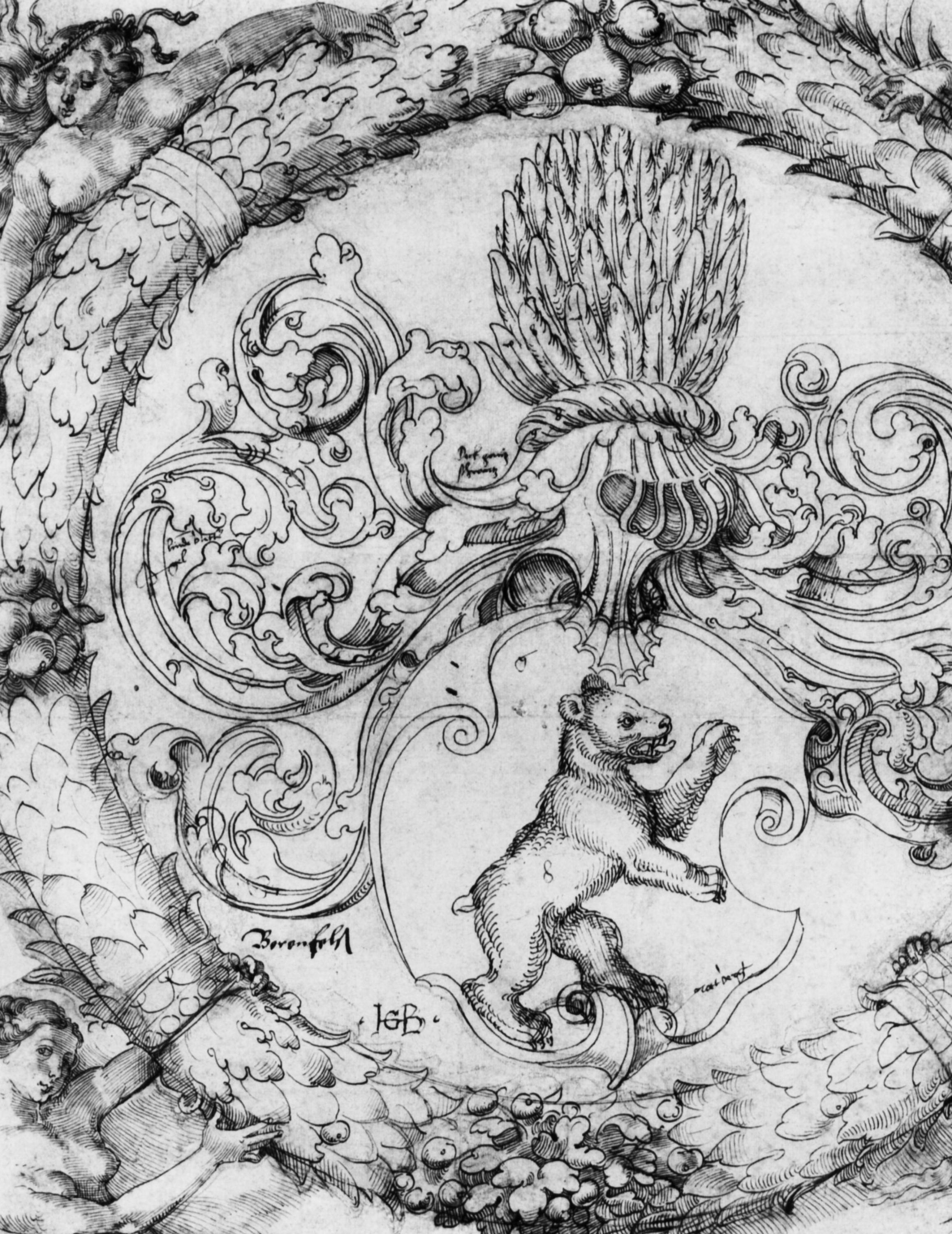
Wappenaufriss für Adelberg III. von Bärenfels von Hans Baldung Grien (um 1526)
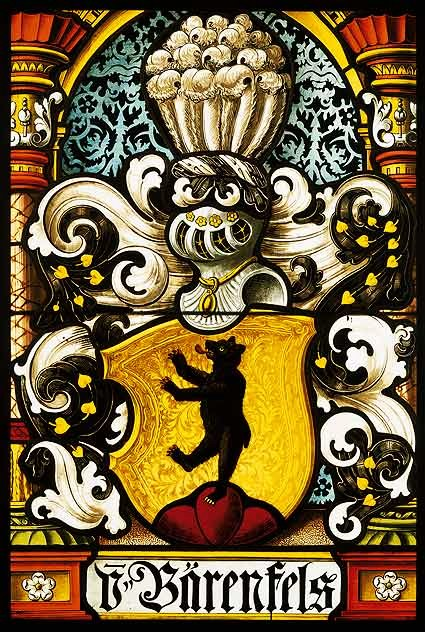
Wappen derer von Bärenfels zu Basel